# Valentina Sídorova
Valentina Vasílievna Sídorova –en ruso, Валентина Васильевна Сидорова– (4 de mayo de 1954-9 de junio de 2021) fue una deportista soviética que compitió en esgrima, especialista en la modalidad de florete.
Participó en dos Juegos Olímpicos de Verano en los años 1976 y 1980, obteniendo dos medallas, oro en Montreal 1976 y plata en Moscú 1980. Ganó doce medallas en el Campeonato Mundial de Esgrima entre los años 1973 y 1986.

## Palmarés internacional
| Juegos Olímpicos   | Juegos Olímpicos           | Juegos Olímpicos  | Juegos Olímpicos    |
| Año                | Lugar                      | Medalla           | Prueba              |
| ------------------ | -------------------------- | ----------------- | ------------------- |
| 1976               | Montreal (Canadá)          | Medalla de oro    | Florete por equipos |
| 1980               | Moscú (URSS)               | Medalla de plata  | Florete por equipos |
| Campeonato Mundial |                            |                   |                     |
| Año                | Lugar                      | Medalla           | Prueba              |
| 1973               | Gotemburgo (Suecia)        | Medalla de plata  | Florete por equipos |
| 1974               | Grenoble (Francia)         | Medalla de oro    | Florete por equipos |
| 1975               | Budapest (Hungría)         | Medalla de oro    | Florete por equipos |
| 1977               | Buenos Aires (Argentina)   | Medalla de oro    | Florete individual  |
| 1977               | Buenos Aires (Argentina)   | Medalla de oro    | Florete por equipos |
| 1978               | Hamburgo (RFA)             | Medalla de oro    | Florete individual  |
| 1978               | Hamburgo (RFA)             | Medalla de oro    | Florete por equipos |
| 1979               | Melbourne (Australia)      | Medalla de oro    | Florete por equipos |
| 1979               | Melbourne (Australia)      | Medalla de plata  | Florete individual  |
| 1981               | Clermont-Ferrand (Francia) | Medalla de oro    | Florete por equipos |
| 1985               | Barcelona (España)         | Medalla de bronce | Florete por equipos |
| 1986               | Sofía (Bulgaria)           | Medalla de oro    | Florete por equipos |

## Docencia
En 1976 se graduó en el Centro Estatal de Cultura Física y Deportes con un título en formadora-maestra.
Se desempeñó como profesora asociada del Departamento de Teoría y Metodología de la Esgrima, Pentatlón Moderno y Tiro Deportivo en la Universidad Estatal de Rusia de Cultura física, Deporte, Juventud y Turismo.